# Tây Đệ
Thôn Tây Đệ nằm tại huyện Y, thành phố Hoàng Sơn, phía Nam tỉnh An Huy Trung Quốc. Huyện được thành lập từ thời nhà Tần nhưng mãi đến thời Bắc Tống thôn mới được xây dựng với tổng diện tích 13ha. Năm 2000, khu di tích thôn cổ Nam bộ An Huy, tiêu biểu là Tây Đệ và Hoành thôn đã được UNESCO ghi nhận là "Di sản văn hóa thế giới" nhờ dấu ấn đậm nét của một làng quê mang đậm phong cách Trung Quốc: đường cổ, cầu cổ, bia cổ, thư viện cổ, các pho tượng bằng đất và rất nhiều tác phẩm điêu khắc bằng đá và gỗ.
Tây Đệ được mệnh danh là "ngôi làng trong Đào Nguyên Minh". Tương truyền ông tổ của thôn này là Hồ Thị Thủy, con của Đường Chiêu Tông, do đi lánh nạn, lưu lạc khắp nơi sau đó đến sống ở đây rồi đổi thành họ Hồ. Thôn Tây Đệ được xây dựng theo sự chỉ dẫn của thầy địa lý. Thôn có hình dáng của một con thuyền, dài 700m, rộng 300m. Cách bố trí của thôn ngụ ý "trôi theo dòng nước về phía Tây sẽ được các vị thần giúp đỡ lấy chân kinh, từ đó sẽ đại cát đại lợi".
Thôn Tây Đệ bốn mặt đều giáp núi. Nước trong thôn trong xanh, cây cối um tùm, tường nhà màu trắng, ngói màu đen. Những ngôi nhà cổ ở đây được xây hoặc liền sát nhau hoặc được xây tách rời độc lập. Các ngôi nhà đều có giếng trời, bốn xung quanh có tường bao bọc, không khí vào trong nhà theo giếng trời, xung quanh tường không có cửa sổ, nếu có thì cũng rất nhỏ và ở trên cao. Tường và mái của các giếng trời đều nghiêng vào trong mảnh đất để nước mưa chảy vào trong, ngụ ý nước non phì nhiêu không chảy ra ngoài.